# Agrilus corylicola
Agrilus corylicola är en skalbaggsart som beskrevs av Fisher 1928. Agrilus corylicola ingår i släktet Agrilus och familjen praktbaggar. Inga underarter finns listade i Catalogue of Life.